# Bitka kod Jyllanda
Bitka kod Jyllanda (njemački: Skagerrakschlacht; engleski: Battle of Jutland; danski: Søslaget ved Jylland / Søslaget om Skagerrak), sudionicima bitke poznata kao Der Tag (engl. The Day; hrv. dan), bila je najveća pomorska bitka u Prvom svjetskom ratu i jedina u ratu u kojoj su se međusobno borili bojni brodovi. Bitka je bila treća najveća pomorska bitka; nakon bitka u Žutome moru i kod Cušime u vrijeme Rusko-japanskog rata.
Bitka se vodila od 31. svibnja do 1. lipnja 1916. na Sjevernom moru kod Jutlanda, Danska. Sukobljeni su bili Flota otvorenog mora Njemačke carske mornarice pod zapovjedništvom viceadmirala Reinharda Scheera i Velika flota Britanske kraljevske mornarice pod zapovjedništvom admirala Sir Johna Jellicoa. 
Namjera njemačke flote bila je namamiti u zamku i uništiti dio Velike flote, kako njemački brodovi nisu bili dovoljno brojni da bi se sukobili s cijelom britanskom flotom. To je bio samo dio veće strategije kojom bi se probila britanska pomorska blokada Njemačke, a njemački trgovački brodovi mogli slobodno ploviti. U međuvremenu je britanska flota osmislila strategiju oko sukoba s Flotom otvorenog mora ili da drži njemačke brodove okupljene i dalje od britanskih pomorskih putova.
Njemački plan bio je da upotrijebe brzu izviđačku skupinu od pet bojnih krstaša viceadmirala Franza von Hippera da bi namamili bojne krstaše Sir Davida Beattya prema svojim podmorničkim predstražama i na domet glavnine njemačke flote. No, Britanci su presretanjem signala saznali da će najvjerojatnije sudjelovati i glavna njemačka flota. Zbog toga Jellicoe je 30. svibnja otplovio s Velikom flotom u susret Beattyu, prolazeći mjesta predviđenih podmorničkih predstraža prije nego što su one stigle do njih.
Poslijepodne 31. svibnja, Beatty je stigao na domet von Hipperovog bojnog krstaša prije no što su to Nijemci očekivali, tako da je utjecaj podmornica na bitku otpao. Povlačeći se, von Hipper je uspješno dovukao britanske važnije brodove na put Flote otvorenoga mora. Tada se Beatty povukao prema Velikoj floti, izgubivši pri tome dva bojna krstaša od njih deset, dok je von Hipper zapovijedao samo s pet. Međutim, njemački progon prema Beattyevim brodovima doveo ih je prema Velikoj floti. Oko 18:30h, kada se Sunce spustilo na zapadni horizont iza njemačke flote i sumraka u 20:30h, dvije velike flote s ukupno 250 brodova ušle su u sukob.
Potopljeno je četrnaest britanskih i jedanaest njemačkih brodova, s velikim gubitkom ljudstva. Nakon zalaska sunca, i tijekom noći, Jellicoe je manevrirao da bi prerezao Nijemcima put od njihove baze, u nadi da će nastaviti bitku u nadolazeće jutro. No, pod pokrovom tame Scheer je prošao britansku flotu i vratio se u luku.
Obje su strane tvrdile da su pobijedile. Britanci su izgubili više brodova i dvostruko više mornara, a britanski je tisak krivio Veliku flotu jer nije postigla odlučujuću pobjedu. Ali Scheerov plan o uništenju znatnoga dijela britanske flote također nije uspio. Nijemci su i dalje predstavljali opasnost, pa su britanski brodovi morali ostati koncentrirani u Sjevernom moru, a Nijemci, zbog politike da nikada ne idu flota na flotu, nikada nisu kontrolirali neko otvoreno more. Umjesto toga, Njemačka carska mornarica, trošila je trud i resurse na podmornice i cilj je bio uništavanje Antantinih i neutralnih brodova.

## Vanjske poveznice
|  | Zajednički poslužitelj ima još gradiva o temi Bitka kod Jyllanda |